# سالبادیس
سالبادیس دهستانی در استان آبیلای اسپانیا است.
در این دهستان ۱۱۸ نفر زندگی می‌کنند. مساحت این دهستان ۲۰٫۴۰ کیلومتر مربع است.